# Ernst Polaczek
Ernst Polaczek est un historien de l’art spécialiste de l’art alsacien, né le 6 juillet 1870 à Reichenberg (aujourd’hui Liberec) et mort en janvier 1939 à Fribourg-en-Brisgau, probablement assassiné lors de la Nuit de Cristal.

## Biographie
Ernst Polaczek est né le 6 juillet 1870 à Liberec, alors Reichenberg, en Autriche-Hongrie, dans une famille juive de langue allemande. Il étudie d’abord à l’université de Munich sous l’égide d’Heinrich Wölfflin, puis à celle de Vienne, avant de s’inscrire en 1893 à l’université de Strasbourg où il soutient l’année suivante sous la direction de Georg Dehio une thèse sur l’architecture médiévale en Alsace.
Après quelques années en Allemagne, il revient à Strasbourg en 1899, où il devient l’assistant de Dehio l’année suivante. Il acquiert ensuite rapidement des responsabilités universitaires et muséales, devenant chargé de cours (Privatdozent) en 1902, directeur du musée des arts décoratifs en 1907, professeur associé (Honorarprofessor) en 1913, directeur du musée des Beaux-Arts la même année et enfin professeur sans chaire (ausserordentlicher Professor) en 1915. Pendant cette période, il fréquente Albert Schweitzer, Elly Knapp ou encore Else Gütschow. Il épouse d’ailleurs cette dernière en 1902, mais sa mort en couches en 1908 mit prématurément fin à leur union.
À la suite de la défaite allemande pendant la Première Guerre mondiale et de l’annexion de l’Alsace par les Français, il est expulsé dans le cadre de la politique de francisation menée par ces derniers. Les dix années suivantes de sa vie sont peu connues, si ce n’est qu’il a vécu à Munich au moins entre 1924 et 1926. En 1928, il devient directeur du Kaiser-Fiedrich Museum de Görlitz, mais la montée de l’antisémitisme rend sa vie de plus en plus difficile et il est forcé de démissionner à l’arrivé au pouvoir des nazis en 1933.
Il quitte alors Görlitz pour Fribourg-en-Brisgau où il publie en 1934 son dernier ouvrage, les nazis interdisant par la suite aux Juifs de publier. Les circonstances de son décès dans cette ville en 1938 ne sont pas connues, mais Liliane Châtelet-Lange considère probable qu’il ait été victime de la Nuit de Cristal. Son épouse, Friederike, fut à son tour arrêtée et déportée au camp de Gurs en 1940, puis à Drancy en 1942, d’où elle fut envoyée à Auschwitz pour y être gazée.

## Publications principales
- Der Übergangsstil im Elsass, Strasbourg, 1894 ;
- Die Kunstdenkmäler des Landkreises Köln, 1897;
- Das Elsaß und seine Stellung in der Kunstgeschichtlichen Entwicklung, 1905 ;
- « Matthias Grünewald », Revue germanique, 1, 1905, p. 394-402 ;
- Straßburg, Leipzig, 1926 ;
- Volkskunst im Elsaß, Munich, 1929 ;
- Die Elsässischen Kunst und Altertumssamlungen 1871-1918, 1934.